# Colostygia interrupta
Colostygia interrupta är en fjärilsart som beskrevs av Warnecke 1937. Colostygia interrupta ingår i släktet Colostygia och familjen mätare. Inga underarter finns listade i Catalogue of Life.